# Walden (Vermont)
Walden – miasto w Stanach Zjednoczonych, w stanie Vermont, w hrabstwie Caledonia.